# 马塔利亚纳德托里奥
马塔利亚纳德托里奥，是西班牙卡斯蒂利亚-莱昂莱昂省的一个市镇。 总面积65平方公里，总人口1624人（001年），人口密度25人/平方公里。